# Jay Feaster
Jay Harry Feaster, né le 30 juillet 1962 à Harrisburg, dans l'État de la Pennsylvanie aux États-Unis, est un dirigeant américain de Hockey sur glace. Il est le directeur général des Bears de Hershey de 1989 à 1997, puis du Lightning de Tampa Bay de 2002 à 2008 et des Flames de Calgary de 2010 à 2013. Depuis juillet 2014, il occupe le  poste de Directeur exécutif de la promotion du hockey au sein de la communauté du Lightning de Tampa Bay.

## Biographie

### Éducation
Feaster est diplômé de l'Université de Susquehanna. Durant ces études, il est également président d'une fraternité de musiciens professionnels, le Phi Mu Alpha Sinfonia. 
Il poursuit ses études à l'Université de Georgetown et obient un doctorat en droit.
En 1988, il travaille dans un cabinet d'avocat à Harrisburg, McNees, Wallace & Nurick. Pour eux, il est chargé de traiter avec la Hershey Entertainment and Resorts Company (HERCO), la société commerciale derrière les Bears de Hershey.

### Bears de Hershey
Alors qu'il ne se sent pas heureux avec ses collègues du cabinet d'avocat, Feaster s'entend à merveille avec ses clients de HERCO. Il propose alors à ses derniers de l'embaucher directement dans leur société. En 1989, il est ainsi embauché à titre de juriste par HERCO et nommé Assistant du directeur général des Bears de Hershey. La saison suivante, il est promu Directeur général de l'équipe. Dans un premier temps, son rôle se limite à l'aspect commercial, les Flyers de Philadelphie fournissant et gérant l'ensemble du contingent de joueurs.
Lors de la saison 1993-1994, Russ Farwell, alors directeur général des Flyers, l'informe qu'il ne peut lui fournir un contingent complet. Feaster fait donc ces premiers pas dans la gestion des opérations hockey, alors qu'il n'a lui-même jamais pratiqué ce sport. Il prolonge Tim Tookey et engage Mitch Lamoureux, Mike McHugh, Denis Metlyuk et Toni Porkka.
Pour la saison 1996-1997, il doit trouver un nouveau club-parent, Robert Clarke, le nouveau directeur général des Flyers décide de stopper le partenariat avec les Bears. Il se tourne vers l'Avalanche du Colorado. Avec Robert Hartley comme entraîneur et un contingent complètement changé, les Bears remportent la Coupe Calder dès la première saison de cette nouvelle collaboration. Feaster remporte le Trophée James C. Hendy Memorial (en), remis au meilleur directeur général de la Ligue américaine de hockey.
La saison suivante, Les Bears terminent deuxième de la division Mid-Atlantic, derrière les Phantoms de Philadelphie, le nouveau club-école des Flyers. Ironie du sort, c'est ces derniers qui les éliminent en deuxième ronde des Séries éliminatoires. Au terme de la saison, Hartley est promu entraîneur de l'Avalanche.

### Lightning de Tampa Bay
Jacques Demers, le directeur général du Lightning de Tampa Bay, se cherche un adjoint. Possédant beaucoup d'expérience dans le domaine hockey, mais peu dans la gestion, il trouve l'entente parfaite avec Feaster. Ce dernier est embauché pour la saison 1998-1999 et s'occupe principalement des affaires légales ainsi que de la gestion de la convention collective.
Lorsque Demers prend sa retraite au terme de la saison, les propriétaires nomme Richard Dudley directeur général et  Feaster reste son assistant. Mais lorsque ce dernier est remercié, Feaster est nommé Directeur Général, le 12 février 2002.
Alors que l'équipe a terminé à l'avant-dernière place de la ligue avant sa nomination, il parvient à assembler un effectif qui remporte la Coupe Stanley deux ans plus tard, en 2004. Il est nommé directeur de la LNH de l'année 2004 par vote de ses pairs dans The Sporting News et est classé deuxième parmi les directeurs généraux de sports professionnels par le magazine Forbes en 2007.
En avril 2008, le Lightning change de propriétaires, William Davidson le cède à Oren Koules et à Len Barrie. Ne s'entendant pas avec ses nouveaux patrons, Feaster donne sa démission le 11 juillet 2008, malgré un contrat valable encore 3 ans.

### Flames de Calgay
Après sa démission, il est approché par le Wild du Minnesota et par les Panthers de la Floride, sans que rien se concrétise. Il attend jusqu'au 8 juillet 2010 pour retrouver un emploi avec les Flames de Calgary. Il est nommé Assistant du directeur général, Darryl Sutter.
Le 28 décembre 2010, après avoir demandé à Sutter de poser sa démission, les propriétaires des Flames nomment Feaster Directeur général par intérim. Le 16 mai 2011, il est définitivement nommé et devient le 6e Directeur Général de l'histoire des Flames. Le 31 mai 2012, après avoir congédié le frère de Sutter, Brent, Feaster engage Bob Hartley à titre d'entraîneur-chef des Flames. Après un mauvais départ lors de la saison 2013-2014, Feaster est congédié pour la première fois de sa carrière.

### Lightning de Tampa Bay, deuxième passage
Le 8 juillet 2014, le Lightning le nomme Directeur exécutif de la promotion du hockey au sein de la communauté. Sa mission est de travailler avec les associations et établissements de la région de Tampa Bay pour sensibiliser les jeunes au hockey. 
Feaster travaillera avec les jeunes locaux pour aider à développer le hockey dans la région de Tampa Bay. Il supervisera et gérera la sensibilisation du Lightning aux programmes de hockey pour les jeunes et les écoles secondaires et augmentera davantage la participation et établira des relations avec les arénas locaux. Le Lightning s'appuiera sur Feaster pour ses excellentes compétences en gestion afin de poursuivre et d'étendre l'empreinte du département dans la région de Tampa Bay.
En septembre 2015, Jeffrey Vinik, le propriétaire du Lightning, débloque 6 millions de dollars avec l'aide de la LNH répartis sur 5 ans, pour permettre de développer un nouveau programme, Build the Thunder. Ce programme vise à donner une chance de pratiquer du hockey à 100'000 jeunes, en leur fournissant du matériel et des installations de qualité.

### Vie privée
Avec son épouse, Anne, ils ont cinq enfants : Theresa, Bobby, Libby, Ryan et Kevin. Theresa travaille pour les Friars de Providence en tant que Directrice des opérations hockey et à remporter la médaille d'or avec la sélection américaine lors des Championnats du monde junior en 2021.

## Trophées et honneurs
- 1993-1994
  - Champion de la Division Nord de la LAH avec le Bears de Hershey en tant que Directeur général.

- 1996-1997
  - Vainqueur de la Coupe Calder avec les Bears de Hershey en tant que Directeur général.
  - Trophée James C. Hendy Memorial (en) remis au meilleur directeur général de la Ligue américaine de hockey.

- 2002-2003
  - Champion de la Division Sud-Est de la LNH avec le Lightning de Tampa Bay en tant que Directeur général.

- 2003-2004
  - Champion de la Division Sud-Est de la LNH avec le Lightning de Tampa Bay en tant que Directeur général.
  - Vainqueur du Trophée Prince de Galles avec le Lightning de Tampa Bay.
  - Vainqueur de la Coupe Stanley avec le Lightning de Tampa Bay.